# IX. Reserve-Korps (Deutsches Kaiserreich)

Generalkommando

Das IX. Reserve-Korps war ein Großverband der Armee des Deutschen Kaiserreiches.

## Erster Weltkrieg

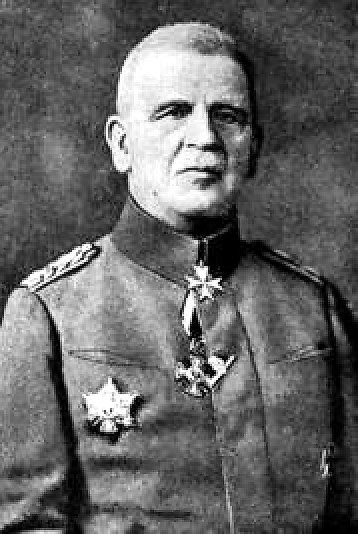
Max von Boehn

Mit der Mobilmachung bei Ausbruch des Ersten Weltkriegs wurde General der Infanterie von Boehn reaktiviert und zum Kommandierenden General des IX. Reserve-Korps ernannt. Als Generalstabschef fungierte Oberst von Stolzmann, die 17. Reserve-Division führte Generalleutnant Wagener, die 18. Reserve-Division stand unter Führung des Generals der Infanterie Gronen.
Bis zum 22. August 1914 oblag dem Korps der Küstenschutz in Schleswig-Holstein gegen eine mögliche britische Landung. Nachdem diese Befürchtungen nicht eintraten, wurde das Korps am 23. August nach Belgien abtransportiert. Am 25. August wurden unterstellte Truppenteile in Löwen in vermeintliche Gefechte verwickelt, die zu Kriegsverbrechen ausarteten. Darauf folgten Kämpfe bei Mechelen und der Angriff auf die Festung Termonde. Nach dem Rückzug des deutschen Heeresflügels von der Marne hatte das Korps Befehl als Verstärkung von Belgien über St. Quentin an den äußersten rechten Flügel der 1. Armee vorzurücken. Am 11. September erreichten Boehns Truppen die Linie Tournai-Leuze, die begleitende 7. Kavallerie-Division stand an der Linie Marchiennes-Solesmes. Am Abend des 12. September stand das Korps nördlich von Denain und bei Valenciennes.
Während der Aisneschlacht erreichte die 18. Reserve-Division am 14. September nachmittags von St. Quentin kommend Noyon, Teile stießen den von Carlepont her auf Blerancourt einschwenkenden Gegner in die Flanke und sicherten am äußeren rechten Flügel gegen die gegnerischen Umfassungabsichten. Am 16. September ging die 18. Reserve-Division zwischen Semigny und Pontoise bis zum Waldrand nordöstlich von Carlepont vor. Die 17. Reserve-Division war im Vorgehen von Thiescourt auf Ribecourt. Beide Divisionen stießen nordöstlich von Carlepont auf härtesten Widerstand der Franzosen und liefen fest. Die 7. Kavallerie-Division sicherte die rechte Flanke bei Margny und scheiterte beim Versuch über Lassigny auf Compiègne vorzugehen, bereits vor Elincourt.
Am 20. September gewann der rechte Flügel der 1. Armee mit dem IX. Armee-Korps die Linie Bailly-Tracy le Val und die westlicher anschließende 18. Reserve-Division die Linie nördlich Puisaleine-Autrêches. Die bayerische 4. Brigade und die 17. Reserve-Division sicherten rechts außen die Linie Lassigny-Dreslincourt.
Im Oktober 1914 wehrte das Korps Angriffe der neu aufmarschierenden französischen 2. Armee zwischen Roye und Noyon ab. Am rechten Flügel hatte sich das neu herangeführte XVIII. Armee-Korps die Front nach Norden verlängert, beide gingen in den Stellungskrieg über.
Ab dem 21. Oktober 1915 wurde das Korps der 6. Armee unterstellt, es folgten Stellungskämpfe in Flandern und im Artois. Am 21. Februar 1916 gelang die Erstürmung der sogenannten „Gießler-Höhe“ bei Angres, weitere Kämpfe folgten bei Givenchy.

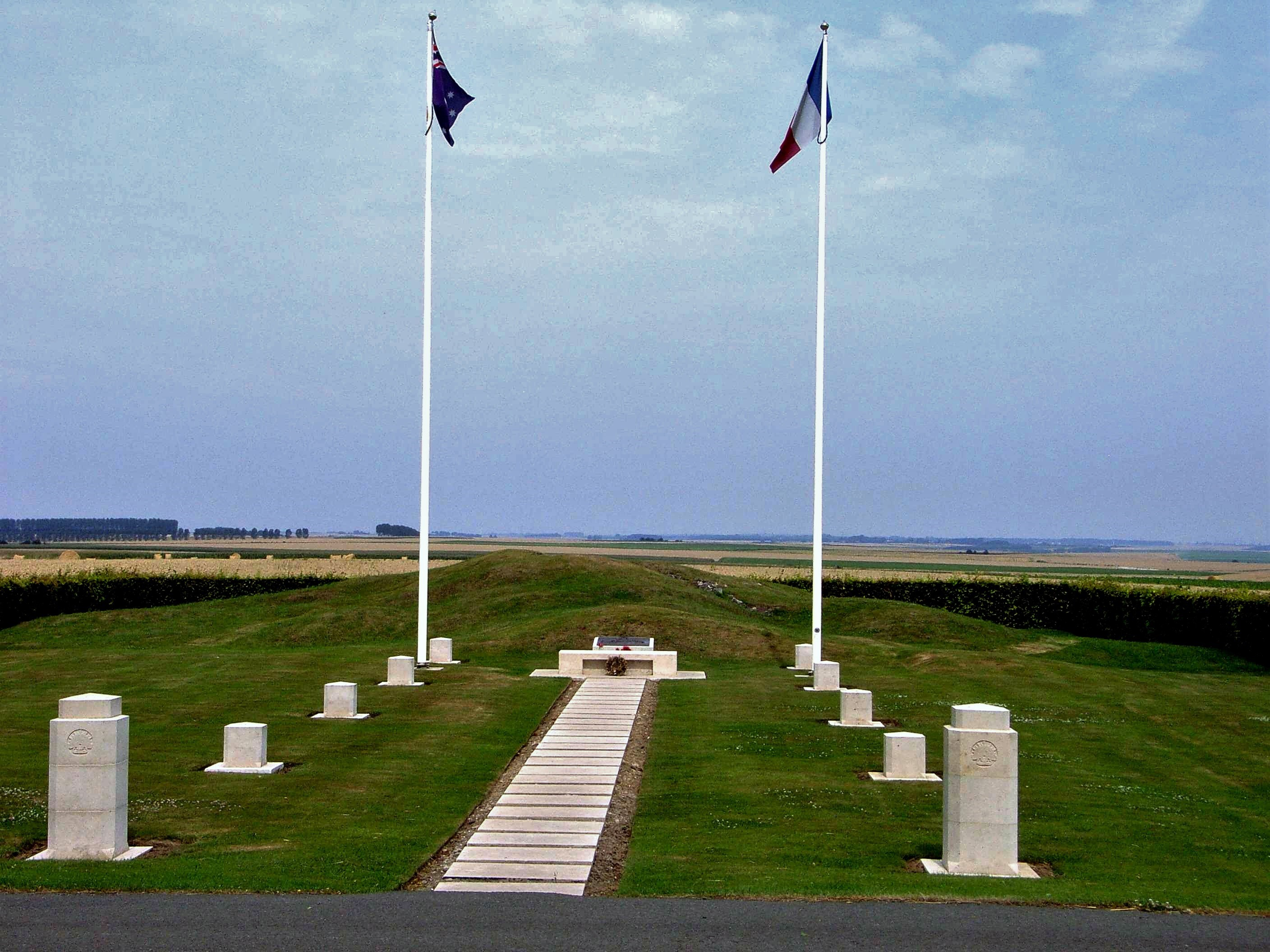
Memorial am Windmühlenhügel bei Pozières

Am 19. Juli 1916 wurde das Korps der neu aufgestellten 1. Armee zugeführt und in die Schlacht an der Somme geworfen. Die Gruppe Boehn kämpfte neben der 17. und 18. RD, mit der 5. und 117. Infanterie-Division in der Schlacht an der Somme und wurde nach dem Verlust von Pozières durch das XIX. Armeekorps abgelöst. Vom 25. August an kämpfte das Korps wieder bei der 6. Armee in Flandern und im Artois, bevor es am 26. September 1916 erneut an die Somme zurückkehrte. Ab dem 26. Oktober 1916 stand das Korps im Verband der 4. Armee in neuen Stellungskämpfen an der Yser.

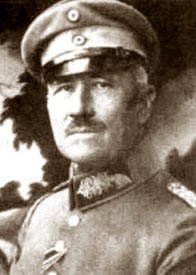
Karl Dieffenbach

Im Februar 1917 lag das Korps unter Generalleutnant Karl Dieffenbach vor Ypern, bevor es am 2. April den Südabschnitt der 6. Armee zwischen St. Laurent und Croisilles übernahm und in der Frühlingsschlacht von Arras eingesetzt wurde. Das jetzt als Gruppe „Arras“ bezeichnete Korps hielt dabei die Font im östlichen Vorfeld von Arras – die 11. Infanterie-Division und 17. Reserve-Division lagen bei Monchy, die 18. Reserve-Division lag zwischen Guenappe und Wancourt, die 220. Infanterie-Division stand bei Cherisy und Fontaine-lès-Croisilles. Während des englischen Großangriffes vom 9. April 1917 kam bereits als Ablöse die 18. Infanterie-Division bei Gavrelle und die 17. Infanterie-Division bei Baileul-Gabain an die vordere Front heran.
Nach dem Verlust des Frontbogen von Wytschaete (Schlacht von Messines) durch das Generalkommando XIX. Armee-Korps am 7. Juni 1917 wurde das Korps zur Führung der Gruppe „Wytschaete“ der 4. Armee nach Flandern überstellt. Der Gruppe waren am 20. Juni die 11., 24., 119., 195. und 207. Infanterie-Division unterstellt.
Während der Großen Flandernschlacht rang das Korps „Dieffenbach“ am südlichen Abschnitt des Schlachtgeschehens mehrere Monate um den Erhalt der neuen Frontlinie Hollebeke-Zandvoorde-westlich Warneton.
Im Januar 1918 wurde die Gruppe „Dieffenbach“ der neugebildeten 17. Armee für die geplante Frühjahrsoffensive zugeführt. Am 22. März 1918 rangen die unterstellten Truppen in der Schlacht bei Monchy–Cambrai und nahm anschließend beim Angriff an der Scarpe teil. Ab 11. April 1918 trat die Gruppe „Dieffenbach“ wieder zur 6. Armee nach Flandern über, übernahm während der Vierten Flandernschlacht südlich von Merville den Befehl über die 16., 239. und 240. Infanterie-Division und führte den Angriff gegenüber der britischen 1. Armee (Horne) in Richtung auf Robecq fort.
Vom Mai bis August 1918 folgten neuerlich Stellungskämpfe im Artois und Französisch-Flandern. Danach verlegte die Heeresleitung das IX. Reserve-Korps zur Verstärkung der im Raum Soissons-Reims schwerbedrängten 1. Armee. Nach den folgenden Rückzugskämpfen rang das Korps im September 1918 in der zweiten Schlacht von Cambrai.

## Gliederung
Dem Korps unterstanden zu Beginn des Ersten Weltkrieges:
- 17. Reserve-Division
  - 81. Infanterie-Brigade
  - 33. Reserve-Infanterie-Brigade
  - Reserve-Husaren-Regiment Nr. 6
  - Reserve-Feldartillerie-Regiment Nr. 17
- 18. Reserve-Division
  - 34. Reserve-Infanterie-Brigade
  - 35. Reserve-Infanterie-Brigade
  - Reserve-Husaren-Regiment Nr. 7
  - Reserve-Feldartillerie-Regiment Nr. 18
  - 1. und 2. Reserve-Kompanie/Pionier-Bataillon Nr. 9
- Fußartillerie
- Pionier-Regiment Nr. 31

aufgestellt aus
- Stab: II./Schleswig-Holsteinisches Pionier-Bataillon Nr. 9
- Garde-Pionier-Bataillon
- Pionier-Bataillon Nr. 28

## Kommandierender General
| Dienstgrad             | Name             | Datum                                                      |
| ---------------------- | ---------------- | ---------------------------------------------------------- |
| General der Infanterie | Max von Boehn    | 02. August 1914 bis 1. Februar 1917                        |
| Generalleutnant        | Viktor Kühne     | 02. Februar bis 12. März 1917 (mit der Führung beauftragt) |
| Generalleutnant        | Karl Dieffenbach | 12. März 1917 bis 8. November 1918                         |